# La Vounaise
La Vounaise est une localité et une ancienne commune suisse du canton de Fribourg, située dans le district de la Broye.

## Histoire
La Vounaise fait partie de la seigneurie de La Molière au Moyen Âge, puis propriété de Fribourg depuis 1536. L'histoire de La Vounaise se rattache de tout temps à celle de Murist.
La localité relève de la paroisse de Murist et a gardé son caractère agricole.
En 1981, La Vounaise fusionne avec ses voisines de Montborget et Murist. Cette dernière va fusionner en 2017 dans la commune d’Estavayer.

## Toponymie
1325 : Vounesy ou Vounezi

## Population et société

### Surnom
Les habitants de la Vounaise sont surnommés les Punaises.

### Évolution de la population
La Vounaise comptait 113 habitants en 1811, 153 en 1850, 180 en 1888, 145 en 1900, 115 en 1950, 79 en 1980.